# Noémie Merlant

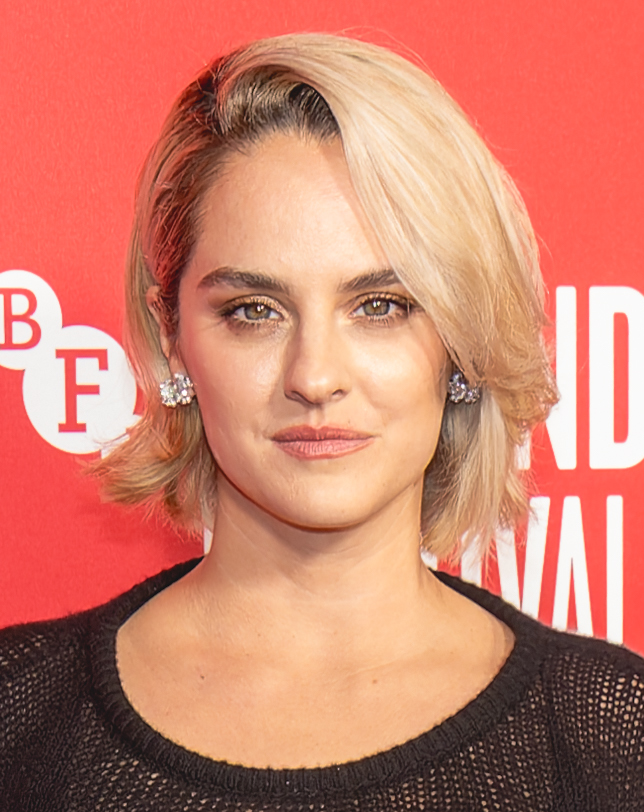
Noémie Merlant 2024

Noémie Merlant (* 27. November 1988 in Paris) ist eine französische Schauspielerin, die auch als Drehbuchautorin und Filmregisseurin tätig ist.

## Leben
Merlant wurde in Paris geboren, wuchs jedoch ab ihrem fünften Lebensjahr in Rezé unweit von Nantes auf. Sie besuchte das Lycée Notre-Dame und begann nach Abschluss des Baccalauréats in Paris als Model zu arbeiten. Zwischen 2007 und 2011 studierte sie Schauspiel am Cours Florent und stand in einigen Kurzfilmen vor der Kamera. Sie gab 2011 in Delphine Gleizes La permission de minuit ihr Leinwanddebüt. Für die Hauptrolle der Éléonore in Jacques Richards L’orpheline avec en plus un bras en moins war Merlant 2013 in der Vorauswahl für einen César als Beste Nachwuchsdarstellerin.
Weitere Rollen in Film und Fernsehen folgten. In Die Schüler der Madame Anne arbeitete Merlant 2014 erstmals mit Regisseurin Marie-Castille Mention-Schaar zusammen. Merlant übernahm in À tous les vents du ciel 2016 nicht nur die Hauptrolle, sondern sang auch den Titel Fate ein, der auf dem Soundtrack des Films veröffentlicht wurde. Für ihre Rolle der IS-Sympathisantin Sonia in Marie-Castille Mention-Schaars Film Der Himmel wird warten wurde Merlant 2017 für einen César in der Kategorie Beste Nachwuchsdarstellerin nominiert. Für Porträt einer jungen Frau in Flammen folgte 2020 eine César-Nominierung als Beste Hauptdarstellerin sowie die Auszeichnung mit dem Prix Lumières als Beste Darstellerin.
Mit der Kurzfilmkomödie Je suis #unebiche veröffentlichte Merlant 2017 ihr Regiedebüt; sie schrieb zudem das Drehbuch. Ihr zweiter Kurzfilm als Regisseurin war 2019 Die Roma-Gang, den sie zudem schrieb und in dem sie eine Nebenrolle übernahm. Mit Mi iubita, mon amour, der beim Filmfestival von Cannes 2021 in einer Sonderaufführung gezeigt wurde, realisierte sie einen ersten preisgekrönten Spielfilm, in dem sie auch die weibliche Hauptrolle übernahm.
Ende Juni 2023 wurde Merlant Mitglied der Academy of Motion Picture Arts and Sciences.

## Filmografie (Auswahl)

### Schauspiel
- 2011: La permission de minuit
- 2011: Le jour où tout a basculé (Fernsehserie, Episode 1x32, Ma fille est amoureuse de son professeur (Amour coupable))
- 2012: L’orpheline avec en plus un bras en moins
- 2012: Julie Lescaut (Fernsehserie, Episode 22x02, Cougar)
- 2012: Enquêtes réservées (Fernsehserie, Episode 5x07, Un témoin de trop)
- 2014: La crème de la crème
- 2014: Des lendemains qui chantent
- 2014: Die Schüler der Madame Anne (Les héritiers)
- 2015: Der Vater meiner besten Freundin (Un moment d’égarement)
- 2015: Newcomer
- 2016: Dieumerci!
- 2016: The Brother
- 2016: À tous les vents du ciel
- 2016: Der Himmel wird warten (Le ciel attendra)
- 2016: La loi de... (Fernsehserie, Episode 3x02, Christophe: La Ligne Blanche)
- 2016: Elles... Les filles du Plessis (Fernsehfilm)
- 2017: Plonger
- 2018: La fête des mères
- 2018: Les drapeaux de papier
- 2018: Die Rückkehr des Helden (Le retour du héros)
- 2019: Curiosa – Die Kunst der Verführung (Curiosa)
- 2019: Porträt einer jungen Frau in Flammen (Portrait de la jeune fille en feu)
- 2019: Die Roma-Gang (Shakira)
- 2020: Jumbo
- 2020: A Good Man
- 2021: Mi iubita, mon amour
- 2021: Wo in Paris die Sonne aufgeht (Les Olympiades)
- 2022: Frieden, Liebe und Death Metal (Un año, una noche)
- 2022: Tár
- 2022: Verkehrte Welt (L’innocent)
- 2022: Baby Ruby
- 2023: Les âmes sœurs
- 2023: A Difficult Year (Une année difficile)
- 2023: Die Fotografin (Lee)
- 2024: Balconettes
- 2024: Emmanuelle

### Regie
- 2017: Je suis une biche (Kurzfilm)
- 2019: Die Roma-Gang (Shakira, Kurzfilm)
- 2021: Mi iubita, mon amour
- 2024: Balconettes

## Auszeichnungen (Auswahl)
- 2016: Seymour Cassel Award, Internationales Filmfest Oldenburg, als Beste Darstellerin für À tous les vents du ciel
- 2017: Nominierung Prix Lumières, Beste Nachwuchsdarstellerin, für Der Himmel wird warten
- 2017: César-Nominierung, Beste Nachwuchsdarstellerin, für Der Himmel wird warten
- 2019: Nominierung Europäischer Filmpreis, Beste Darstellerin, für Porträt einer jungen Frau in Flammen
- 2020: Prix Lumières, Beste Darstellerin, für Porträt einer jungen Frau in Flammen
- 2020: César-Nominierung, Beste Hauptdarstellerin, für Porträt einer jungen Frau in Flammen
- 2023: César, Beste Nebendarstellerin, für L’Innocent